# Kurt Presslmayr
Kurt Presslmayr (* 6. Februar 1943 in Steyr, Oberösterreich) ist ein ehemaliger österreichischer Kanute. Er war mehrfacher Weltmeister im Wildwasserrennsport.

## Sportliche Erfolge
- Weltmeisterschaften 1963 in Spittal an der Drau, Österreich:
  - Gold (K 1 – Wildwasser Regatta Einzel)
  - Bronze (K 1 – Wildwasser Regatta Mannschaft, gemeinsam mit Heinz Dopsch und Robert Fabian)
- Weltmeisterschaften 1965 in Spittal an der Drau, Österreich:
  - Gold (K 1 – Wildwasser Slalom Einzel)
  - Gold (K 1 – Wildwasser Regatta Einzel)
  - Silber (K 1 – Wildwasser Regatta Mannschaft, gemeinsam mit Heinz Dopsch und Helmar Steindl)
  - Bronze (K 1 – Wildwasser Slalom Mannschaft, gemeinsam mit Robert Fabian und Manfred Hausmann)
- Weltmeisterschaften 1969 in Bourg-Saint-Maurice, Frankreich:
  - Silber (K 1 – Wildwasser Regatta Einzel)
  - Bronze (K 1 – Wildwasser Regatta Mannschaft, gemeinsam mit Helmut Bernhard und Manfred Pock)
- Weltmeisterschaften 1971 in Meran, Italien:
  - Gold (K 1 – Wildwasser Slalom Mannschaft, gemeinsam mit Norbert Sattler und Hans Schlecht)
  - Silber (K 1 – Wildwasser Regatta Einzel)
  - Silber (K 1 – Wildwasser Regatta Mannschaft, gemeinsam mit Gerhard Peinhaupt und Manfred Pock)
- Weltmeisterschaften 1973 in Muotathal, Schweiz:
  - Bronze (K 1 – Wildwasser Regatta Mannschaft, gemeinsam mit Gerhard Peinhaupt und Hans Schlecht)

| Personendaten    | Personendaten           |
| ---------------- | ----------------------- |
| NAME             | Presslmayr, Kurt        |
| KURZBESCHREIBUNG | österreichischer Kanute |
| GEBURTSDATUM     | 6. Februar 1943         |
| GEBURTSORT       | Steyr, Oberösterreich   |